# Charles de Ponthière
Charles Joseph Alexandre de Ponthière (Luik, 6 november 1842 - Luik, 5 september 1929) was een Belgisch volksvertegenwoordiger.

## Levensloop
De Ponthière stamde uit lokale gegoede burgerij. Hij volgde Latijn-Griekse humaniora aan het Collège Saint-Servais in Luik en ging op zijn zestiende aan de Universiteit Luik studeren. De Ponthière behaalde er in 1862 een doctoraat in de rechten en in 1864 een doctoraat in de politieke en sociale wetenschappen en werd beroepshalve advocaat. In 1874 werd de Ponthière, een sociaal bewogen man, tevens beheerder van de Luikse maatschappij voor de bouw en aankoop van arbeidershuizen. Een jaar later trouwde hij met Cécile Sadoine, dochter van industrieel Eugène Sadoine, een gematigde liberaal die directeur-generaal van staalfabriek Cockerill in Seraing was.
In de eerste jaren na zijn huwelijk woonde de Ponthière in Seraing. In deze stad stichtte hij een afdeling van de katholieke Sint-Vincentiusvereniging, die hulp verleende aan  noodlijdende arbeiders. De Ponthière was een zeer gelovige man die rotsvast overtuigd was van het principe van pauselijke onfeilbaarheid en verweet de liberalen intolerant te zijn tegenover religie. In deze geest sloot hij zich in 1878 aan bij de Katholieke Partij, nadat hij zich opnieuw in Luik had gevestigd. 
In december 1878 stichtte hij in het kanton Dalhem een kantonnale afdeling van de katholieke partij om het hoofd te bieden aan het radicale liberalisme dat in de streek werd uitgedragen door de familie Fléchet. In 1882 werd de Ponthière voor dit kanton verkozen tot provincieraadslid voor de provincie Luik, waarmee een einde maakte aan de liberale hegemonie in het kanton Dalhem. Hij bleef provincieraadslid tot in 1900.
Door dit electorale succes werd de Ponthière aangesteld tot voorzitter van de Katholieke Kring van de stad Luik. In deze functie had hij oog voor de sociale problemen in de stad en huldigde hij de sociaal-katholieke ideeën van theoloog Antoine Pottier. In september 1886 was de Ponthière dan ook betrokken bij de organisatie van een congres voor katholieke sociale werken in de stad Luik. 
De geboorte van de christendemocratie in Luik en de oprichting van een Christendemocratische Unie in 1893 zorgde voor verdeeldheid binnen de Katholieke Kring van Luik. De conservatieve katholieken, die in de meerderheid waren in de katholieke organisaties van de stad, eisten in naam van de verdediging van de kerk de vernietiging van de Christendemocratische unie, terwijl de sociaal-katholieke minderheid een duurzaam samenwerkingsverband met de Christendemocratische Kring op de been wilden brengen. Omdat beide groepen er niet in slaagden overeenstemming te bereiken, diende de Ponthière in juni 1894 zijn ontslag in als voorzitter van de Luikse Katholieke Kring. Omdat hij zich aangesproken voelde door de christendemocratische ideeën werd de Ponthière in 1897 voorzitter van de Christendemocratische Unie van Luik, al bleef hij tegelijk tot 1907 deel uitmaken van het bestuurscomité van de Luikse Katholieke Kring. In januari 1913 droeg hij zijn functie van voorzitter van de Luikse Christendemocratische Uni over aan Paul Tschoffen. Daarenboven zetelde hij sinds 1899 in het bureau van de Belgische Volksbond, de eerste christendemocratische arbeidersbeweging.
Na de invoering van de evenredige vertegenwoordiging gingen de Luikse conservatieve katholieken en christendemocraten toch een bondgenootschap aan om de concurrentie te kunnen aangaan met de in Luik zeer sterk scorende socialistische Belgische Werkliedenpartij. Als voorzitter van de Luikse Christendemocratische Unie kreeg de Ponthière herhaaldelijk verkiesbare plaatsen op de katholieke kieslijsten voor het arrondissement Luik. Van 1900 tot 1908 en van 1912 tot 1919 zetelde hij dan ook in de Kamer van volksvertegenwoordigers. 
In de Kamer concentreerde de Ponthière zich op de thema's sociale voorzorg, arbeid, onderwijs en militaire rekrutering. In 1901 diende hij een wetsvoorstel in ter instelling van een verplicht pensioen voor mijnwerkers met deelname van arbeiders, patronaat en de staat, dat de inspiratie vormde voor de wetgeving op dat gebied die in 1911 werd ingevoerd. Daarnaast diende hij in 1903 amendementen in op de wet over arbeidsongevallen. Voorts verdedigde hij de wettelijke verplichting tot zondagsrust en kwam daarover onder meer tussenbeide in het Kamerdebat over de goedkeuring van zondagsrust voor werknemers in de privésector in 1905. In nasleep hiervan vestigde hij publieke aandacht over misbruiken van deze wet en interpelleerde hij de minister van Arbeid over dit onderwerp. Op het gebied van onderwijs was de Ponthière voorstander van verplicht onderwijs en eiste hij in naam van de vrijheid van onderwijs en religie een integrale subsidiëring van het vrij katholiek onderwijs door de staat. Ook verzette hij zich tegen de invoering van de militaire dienstplicht en ijverde hij in de plaats daarvan voor een uitbreiding van de vrijwillige militaire dienst.
Bovendien stichtte de Ponthière in 1905 samen met andere christendemocraten de coöperatieve L'Économie Populaire, die officieel de status van naamloze vennootschap had. Tijdens zijn leven publiceerde hij ook heel wat artikelen en boeken over de sociale problemen van zijn tijd. Vanaf 1900 werkte hij regelmatig mee aan de christendemocratische krant La Justice Sociale en hij sneed tevens sterk variërende onderwerpen aan in de lokale Luikse krant La Depêche, waar hij schreef onder het pseudoniem Lambert d'Avroy. In deze krant verdedigde hij de oprichting van vakbonden die zich enkel openstelden voor arbeiders, hetgeen volgens hem noodzakelijk was voor de emancipatie van mijnwerkers, metaalarbeiders en meubelmakers.
In 1919 nam de Ponthière afscheid van de politiek. Vervolgens werd hij benoemd tot erevoorzitter van de Katholieke Kring van Luik, een eretitel die hij behield tot aan zijn overlijden in 1929.

## Publicaties
- Contrat de travail et juste salaire, Luik, 1891.
- Le problème social, 1893
- Du droit de propriété individuelle, 1897
- Unions professionnelles, 1897
- Pensions ouvrières, 1898
- Organisation sociale. Charité, Justice, Propriété, Parijs, 1899.
- L'instruction primaire en Belgique, 1902.
- Le contrat collectif du travail, Luik, 1911.
- Essai de sociologie, Luik, 1919.
- Eléments sociologiques et économiques, Namen, 1921.